# Bernhard Sehring

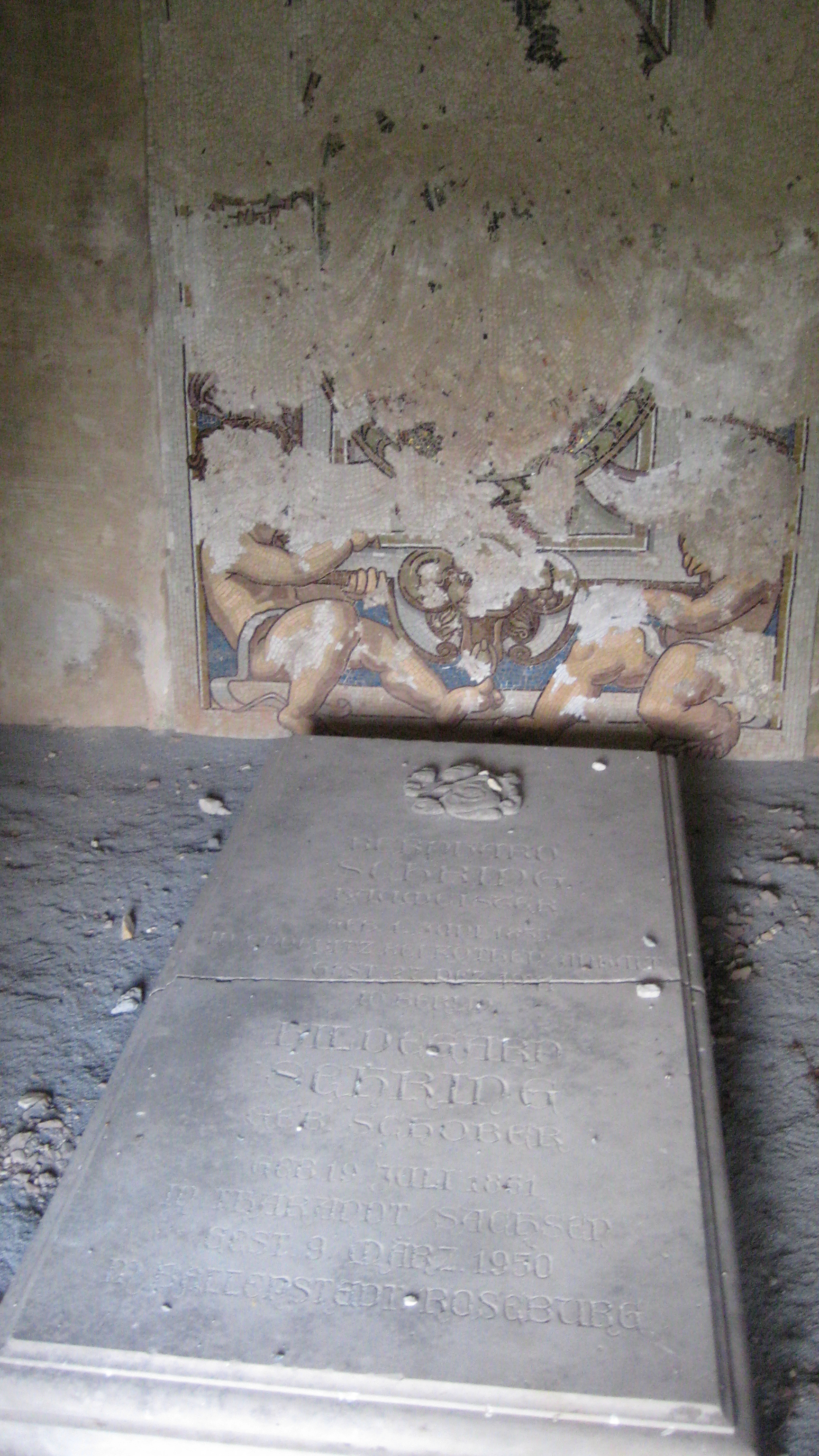
Grab von Bernhard Sehring und seiner Frau Hildegard Sehring geb. Schober (* 19. Juli 1861 in Tharandt; † 9. März 1950) auf der Roseburg

Bernhard Sehring (* 1. Juni 1855 in Edderitz, Anhalt; † 27. Dezember 1941 in Berlin; vollständiger Name: Ernst Bernhard Sehring) war ein deutscher Architekt.

## Leben
Sehring stammte aus kleinbürgerlich-dörflichem Umfeld und war der Sohn eines Dessauer Bauführers. Er kam in Pension zu Professor Happach und besuchte das Gymnasium sowie die Kunstschule in Dessau. 1873–1875 studierte er am Polytechnikum Braunschweig, dann vier Semester Architektur an der Berliner Bauakademie. Während seines Studiums wurde er Mitglied im Akademischen Verein Motiv. In den Jahren 1877/1878 war er Praktikant bei dem Architekten Karl Hoene in Halle (Saale). Sein Militär-Dienstjahr als Einjährig-Freiwilliger leistete Bernhard Sehring 1878/1879 ab. Er unternahm 1879/1880 eine Studienreise nach Italien zur Betrachtung der dortigen Theaterbaukunst und Gartenarchitektur.
Kurz nachdem er in den Architektenverein zu Berlin aufgenommen worden war, erhielt er 1882 mit dem Schinkelpreis seinen ersten Architekturpreis für seine Entwürfe zur Berliner Museumsinsel. 1883 erhielt er den Großen Akademischen Staatspreis.
Als Staatsstipendiat in Rom (1883 und 1884) nahm er erstmals an einem internationalen Theaterbau-Wettbewerb teil und eröffnete 1885 in Berlin-Kreuzberg mit Ernst Peters das Architekturbüro Peters und Sehring. Im Jahr 1889 beendete er diese Sozietät und war ab 1890 als selbstständiger, freier Künstler und Architekt tätig.
Sehring wurde bekannt durch seine Entwürfe, insbesondere Wettbewerbsentwürfe, Theater- und andere Neubauten. Beim Theater des Westens in Berlin-Charlottenburg kombinierte er ein elegantes neobarockes Zuschauerhaus mit einem Bühnenturm im Stile eines mittelalterlichen Bergfrieds. Eine ähnliche Verbindung disparater Stile übernahm Sehring später auch beim Bau des Stadttheaters Halberstadt sowie des Düsseldorfer Schauspielhauses (beide 1905). Das Theater des Westens betrieb er anfangs sogar selbst zusammen mit seinem Kompagnon Paul Blumenreich als Theater des Westens GmbH; der Versuch blieb jedoch finanziell erfolglos.
1907–1921 erbaute er als Sommersitz seiner Familie die Roseburg bei Ballenstedt (Harz).

## Bauten und Entwürfe

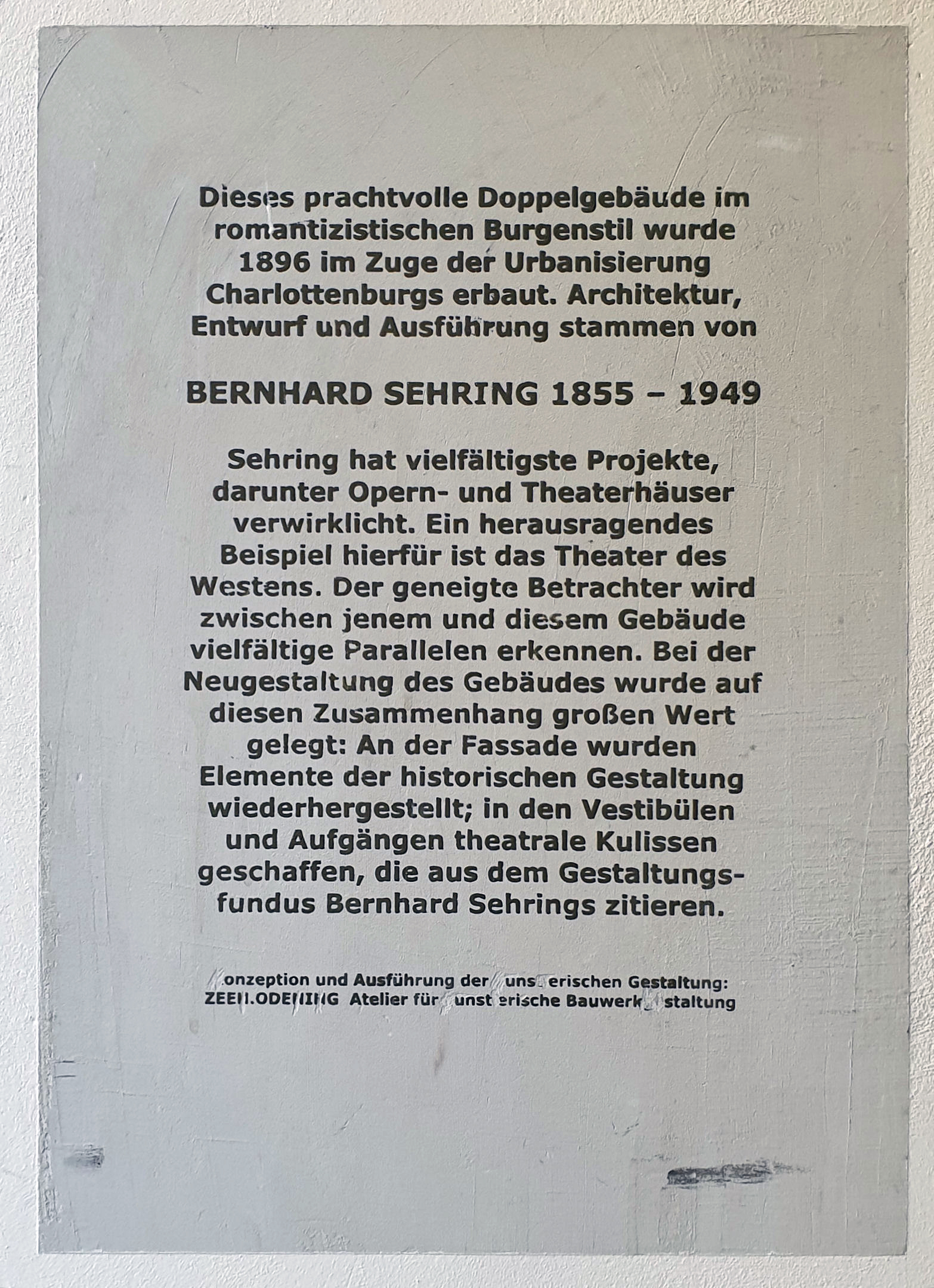
Gedenktafel am Haus, Carmerstraße 10, in Berlin-Charlottenburg

- 1889–1890: Künstlerhaus St. Lukas in Berlin, Fasanenstraße 13 (unter Denkmalschutz)
- 1890–1895: Wohnhaus Kantstraße 153 in Berlin-Charlottenburg (erster Wohnsitz von Rudolf Diesel)
- 1891(?): Königin-Luise-Gedächtnishalle in Neustrelitz
- 1892: Mehrfamilienwohnhaus-Paar in Berlin, Carmerstraße 10/11
- 1895: Entwurf zur Erneuerung der Türme des Domes zu Meissen, mit Emmerich Andresen[6]
- 1895–1896: Theater des Westens in Berlin-Charlottenburg, Kantstraße
- 1895–1896: Westtürme der St.-Jakobs-Kirche in Köthen (Anhalt)
- 1895–1896: Theater „Alt-Berlin“ auf der Berliner Gewerbeausstellung 1896 in Berlin-Treptow (abgebrochen 1897)
- 1899–1900: Fassade des Warenhauses der H. & C. Tietz AG in Berlin, Leipziger Straße 46–49 (im Zweiten Weltkrieg zerstört)
- 1901: Walpurgishalle auf dem Hexentanzplatz bei Thale (Harz)
- 1902–1904: Stadttheater in Bielefeld, Niederwall 27 (innen 1937 verändert, 2004–2006 denkmalgerecht saniert)
- 1903–1904: Villa „Löwenpalais“ in Berlin-Grunewald, Koenigsallee 30/32 (unter Denkmalschutz)
- 1904–1905: Schauspielhaus in Düsseldorf, Kasernenstraße (im Zweiten Weltkrieg zerstört)
- 1904–1905: Stadttheater in Halberstadt (im Zweiten Weltkrieg zerstört)
- 1905: Bismarck-Brunnen in Breslau, Schlossplatz / Königsplatz
- 1906–1910: Stadthalle / Musikhalle in Görlitz, Am Stadtpark 1
- 1907–1908: Stadttheater (heutiges Staatstheater) in Cottbus, Schillerplatz
- 1907–1920: Roseburg bei Ballenstedt, Sehrings Sommersitz
- vor 1914: Ausbau von Schloss Reisen
- vor 1914: Umbau des Varieté-Theaters „Wintergarten“ in Berlin, Friedrichstraße
- 1927–1928: Kino Delphi-Palast in Berlin-Charlottenburg, Kantstraße / Fasanenstraße (im Zweiten Weltkrieg stark beschädigt, Fassade und Gartengestaltung rekonstruiert)

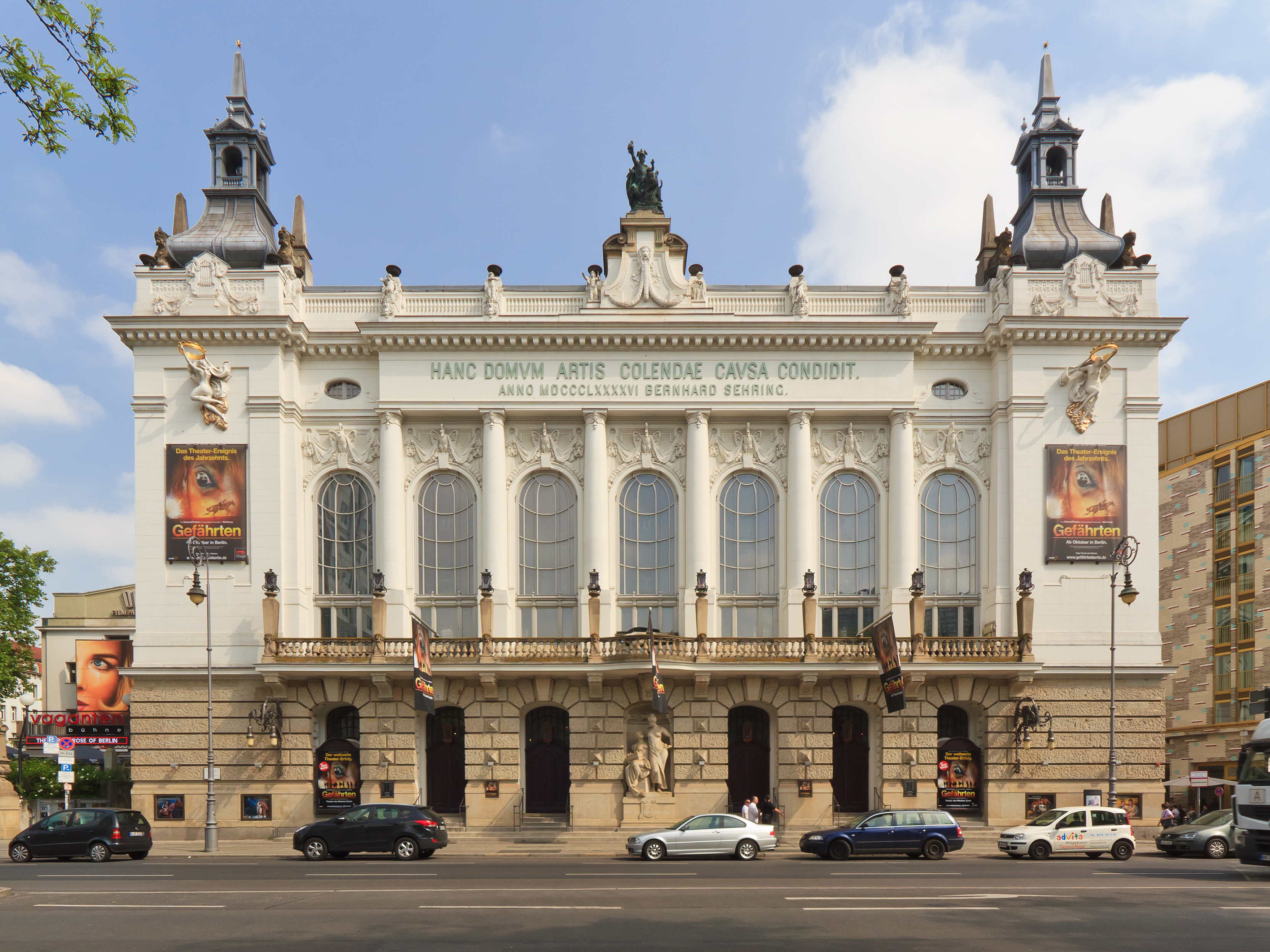
Theater des Westens in Berlin
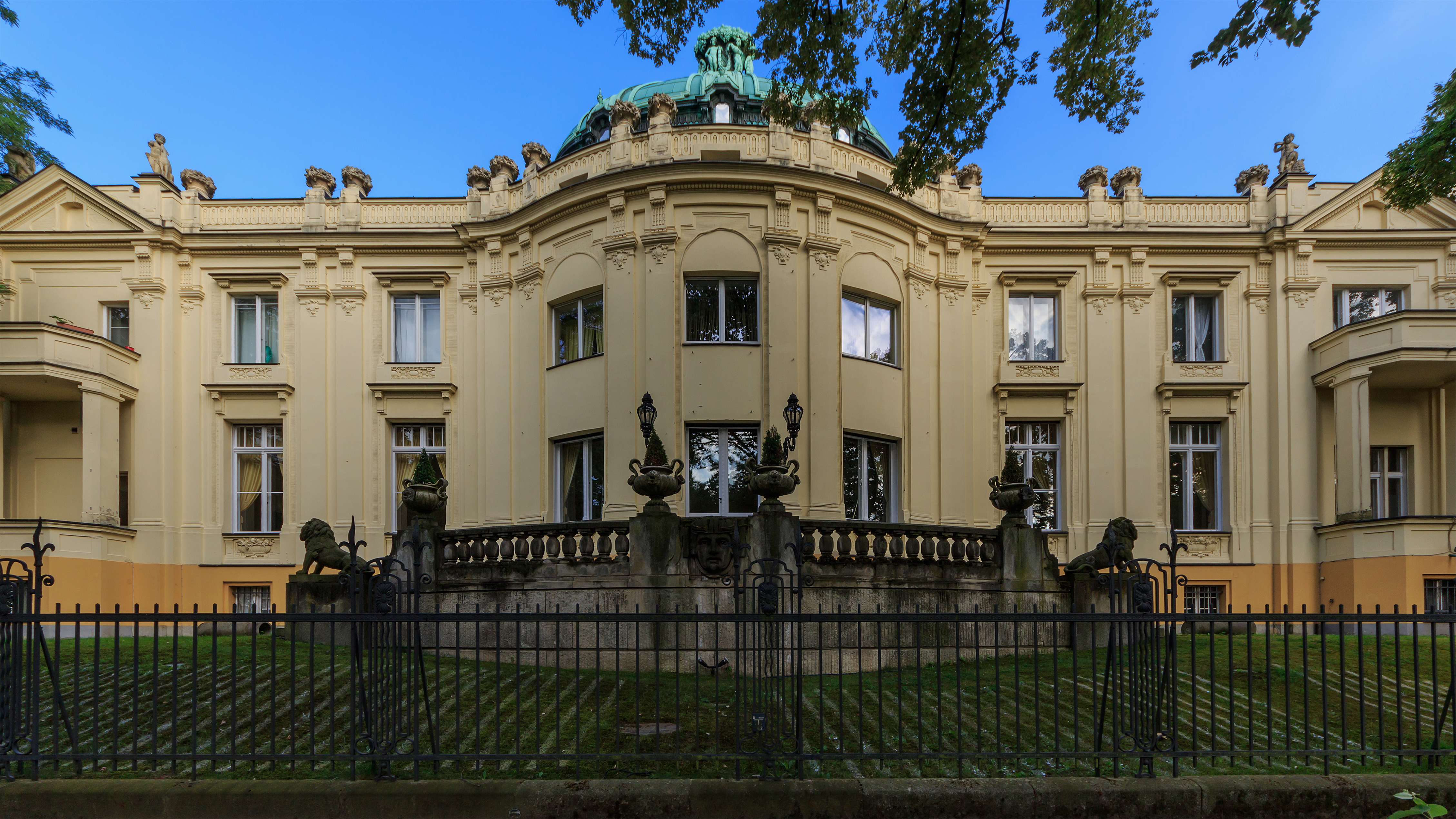
Löwenpalais in Berlin
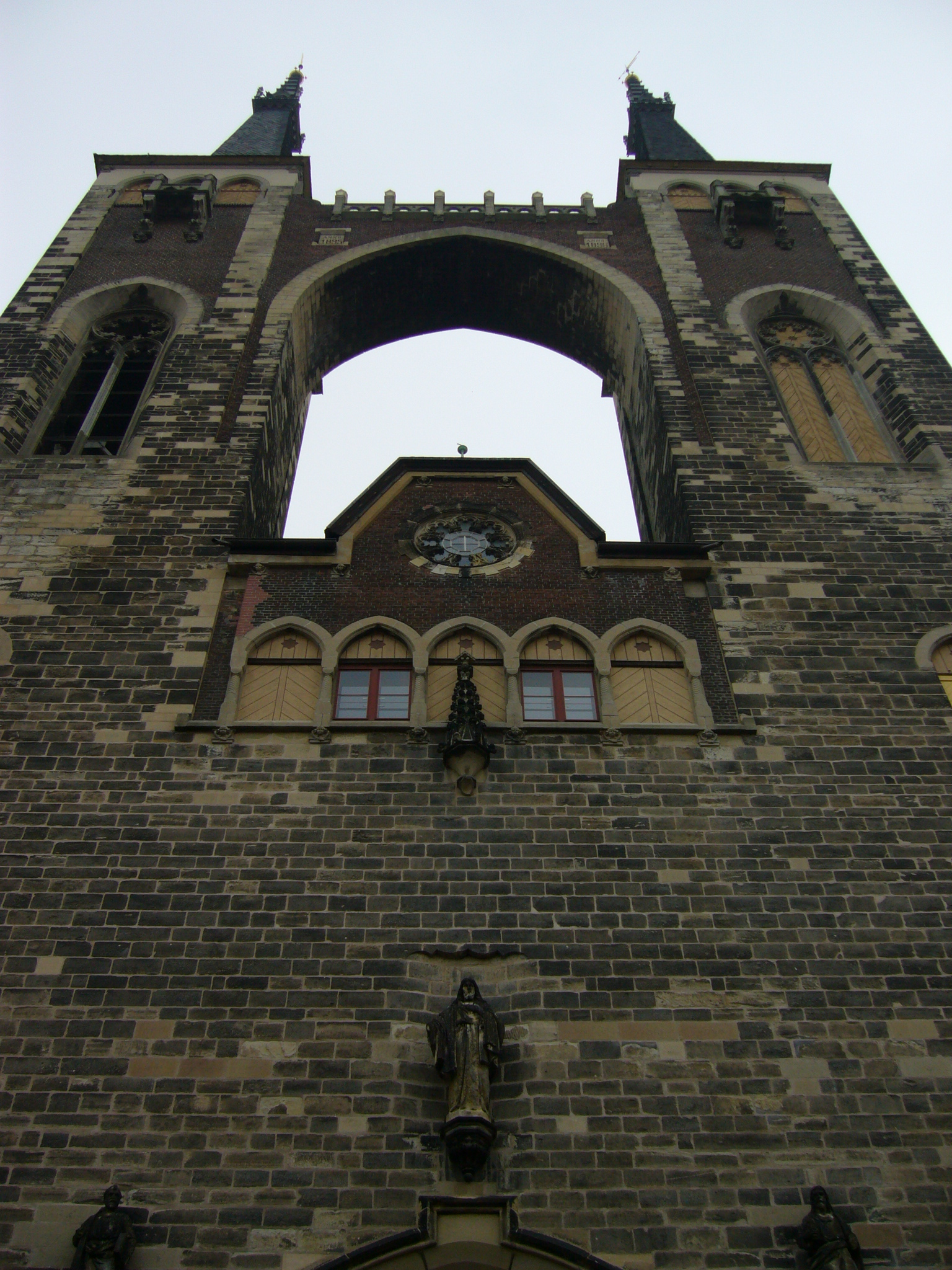
Westtürme von St. Jakob in Köthen
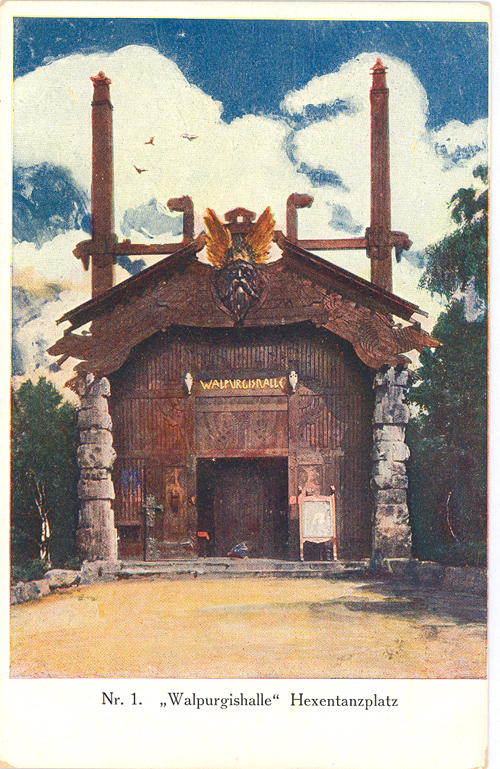
Walpurgishalle (historische colorierte Ansichtskarte)
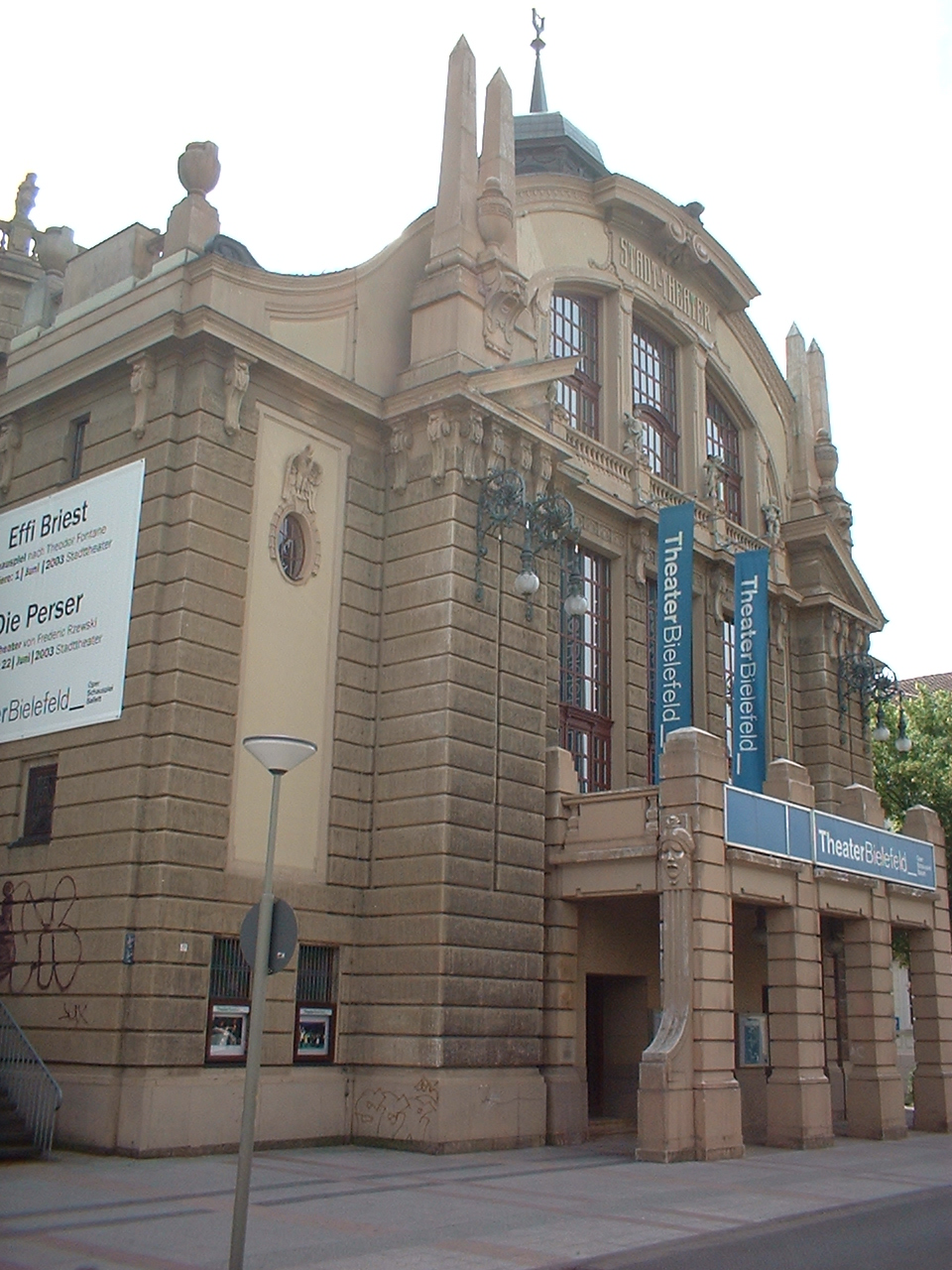
Stadttheater Bielefeld
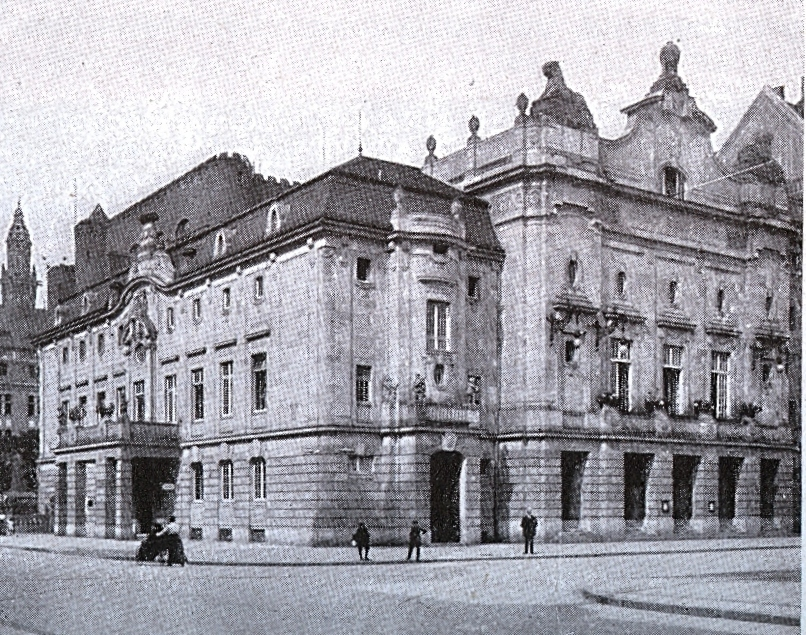
Schauspielhaus Düsseldorf
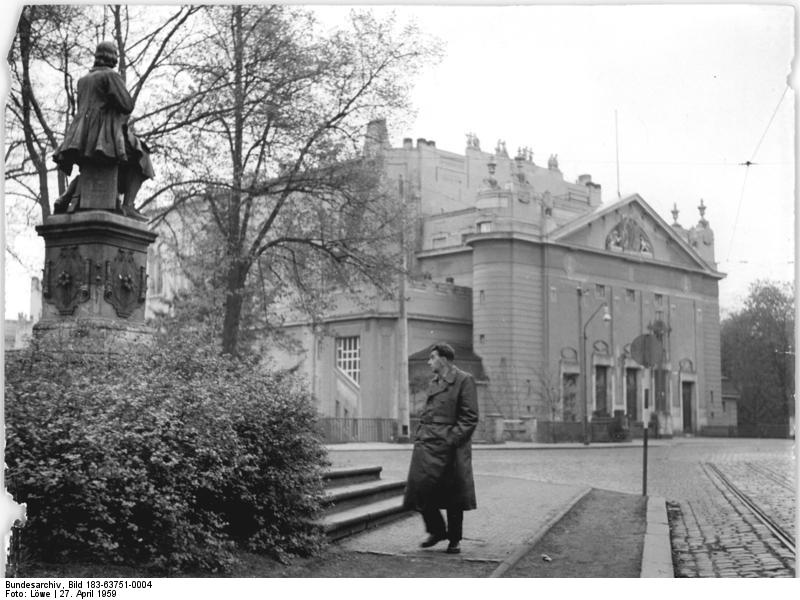
Stadthalle Görlitz (Aufnahme 1959)
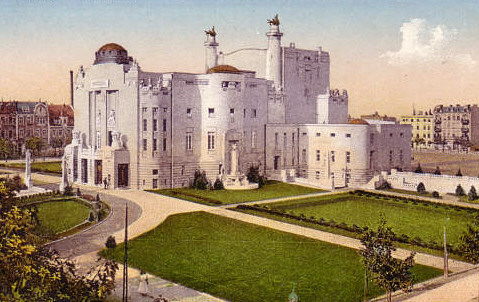
Staatstheater Cottbus (historische colorierte Ansichtskarte)
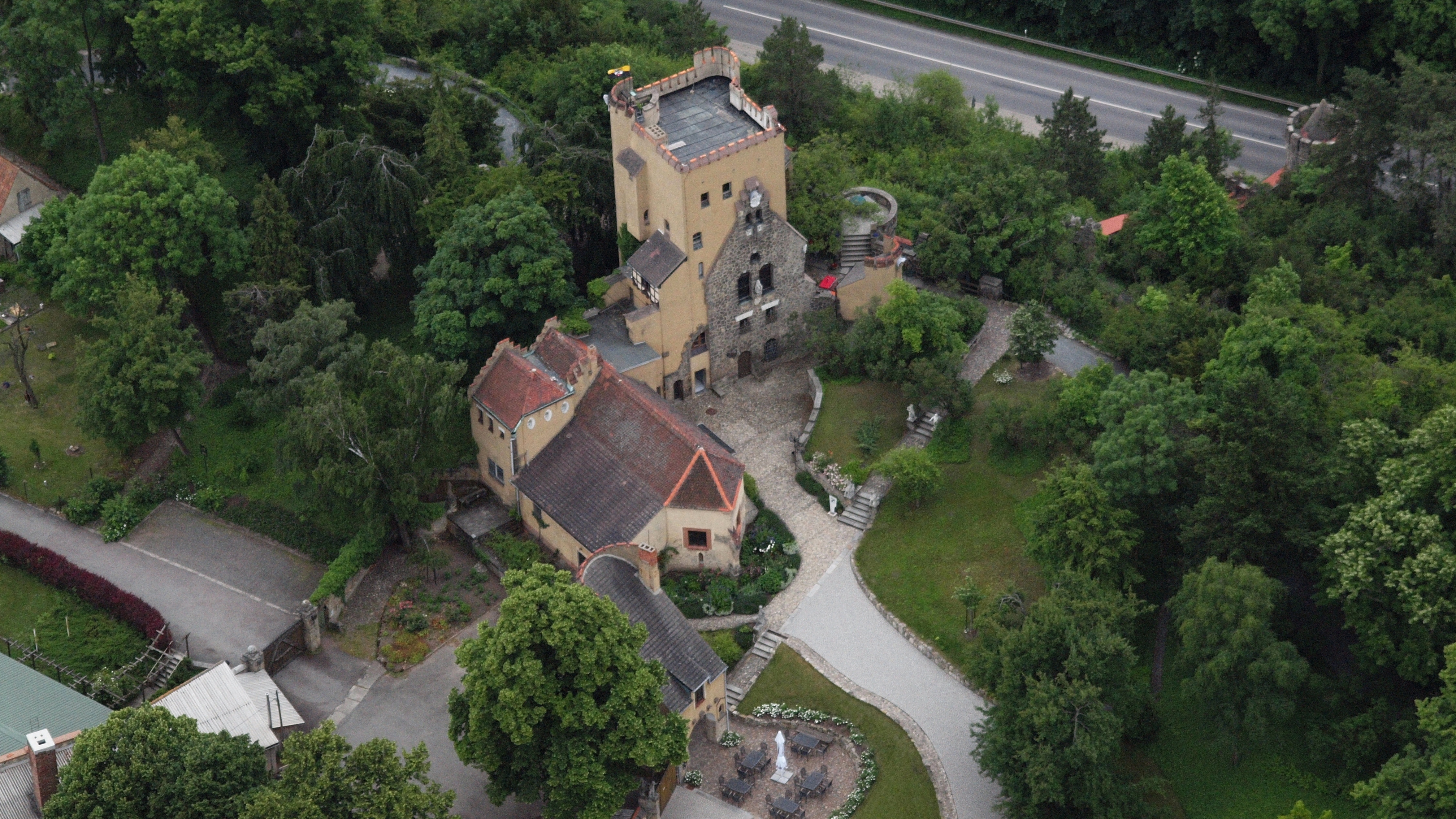
Ballenstedt, Roseburg